# José Maurer
José Maurer (Boryslav; 6 de mayo de 1906 - Tel Aviv; 23 de mayo de 1968) fue un actor de cine y teatro, principalmente en ídish y castellano, en Europa, Argentina e Israel desde la segunda década del siglo XX hasta su muerte.

## Biografía
Nacido bajo el nombre Yoshe Maurer Neumann en la ciudad de Boryslav, entonces parte de Austria y hoy dentro de Ucrania, José era el hijo del zapatero local y desde pequeño fue famoso en la ciudad por su talento como violinista, cantante y actor aficionado.

Cuando el famoso Teatro Judío de Vilnius bajo la dirección de Zygmunt Turkow visitó Boryslav en 1922, al joven Yoshe, entonces de 16 años, fue ofrecido un pequeño papel. Dos semanas más tarde, cuando el Teatro dejó la ciudad así mismo lo hizo Yoshe, para no volver más.

Como miembro de esta famosa "troupe" actuó durante los siguientes cinco años en toda Europa Oriental y principalmente Polonia. En 1927 emigró a la Argentina.

En Buenos Aires Maurer se convirtió en uno de los actores principales del Teatro Judío actuando a la par de grandes estrellas como Joseph Buloff, Maurice Schwartz, Jacob Ben-Ami y otros. Por su talento dramático, elegancia, dicción, y postura ganó fama como actor dramático y solía compartir papeles principales con las estrellas, por ejemplo alternando en los papeles de Hombre y Diablo con el famoso actor judío norteamericano Yaakov Ben Ami en la obra "Got, Mentsch Und Taivel", la famosa versión en idish de Fausto escrita por Jacob Gordin. Por otro lado su don cómico y oído musical lo llevó a tomar parte en muchas comedias musicales.
En los años 1940 fue elegido Presidente de la Sociedad de Actores Israelitas en la Argentina, puesto que mantuvo durante más de veinte años hasta su emigración a Israel.

Tomó parte en 28 películas argentinas especializándose en acentos extranjeros y actuó también en el idioma castellano a la par de la famosa estrella Berta Singerman.

En 1963 emigró a Israel donde siguió actuando en el idioma idish. Allí fue también elegido Presidente de la Sociedad de Actores en idish en Israel.

El sueño de su vida era morir en escena. Una noche en el año 1968, al finalizar su actuación y pocos minutos después de bajar el telón, teniendo todavía el maquillaje en la cara, tuvo un derrame cerebral y falleció al poco tiempo a los 62 años de edad.

Su colección de obras manuscritas, incluyendo muchas traducciones propias al idish de dramaturgos argentinos, fue donada a la Universidad Bar Ilán y es hoy en día parte de la colección del Rena Costa Center for Yiddish Studies.

## Filmografía
- Las ratas (1963)
- Alias Flequillo (1963)....................................Sergio
- Detrás de la mentira (1962)
- Mate Cosido (1962)
- Quinto año nacional (1961)
- La procesión (1960)
- Héroes de hoy (1960)
- Yo quiero vivir contigo (1960)
- Angustia de un secreto (1959)
- El dinero de Dios (1959)
- Que me toquen las golondrinas (1957)
- Oro bajo (1956)
- Pecadora (1956)............................................prestamista
- El amor nunca muere (1955)
- Payaso (1952)
- Vivir un instante (1951)
- Camino al crimen (1951)
- Suburbio (1951)
- Captura recomendada (1950)
- Piantadino (1950)
- María de los Ángeles (1948)
- Tierra del Fuego (1948)
- Albéniz (1947)
- A sangre fría (1947)
- Madame Sans-Gêne (1945)
- 24 horas en la vida de una mujer (1944)
- Apasionadamente (1944)
- La verdadera victoria (1944)